# مرتضی محصص
مرتضی محصص (زادهٔ ۱۰ فروردین ۱۳۳۱) مربی و تحلیلگر فوتبال اهل ایران است. او در تیم ملی فوتبال ایران به‌عنوان آنالیزور حضور داشت. او اولین بار در فصل ۲۰۰۲–۲۰۰۳ به‌عنوان دستیار مربی آلمانی، رولاند کخ در باشگاه فوتبال استقلال تهران حضور داشت.